# Eduard Hagenbruch
Eduard Hagenbruch (* 17. Mai 1796 in Mühlhausen/Thüringen; † 30. Dezember 1883 in Weimar) war ein deutscher Fabrikant, Rittergutsbesitzer und Politiker.

## Leben
Hagenbruch war Erbe des Ritterguts Liebsdorf bei Weida. Am 17. Oktober 1820 erhielt er in Weimar die Konzession, außerhalb der Krämerinnung einen Großhandel in Wollgarn und Leder zu betreiben. Daraus entwickelte sich eine große Wollwarenfabrikation, die Kammgarnspinnerei Hagenbruch. 1845 wurden 80 Mitarbeiter an 3792 Spindeln eingesetzt. 1850 war es der größte Betrieb in Weimar. Aufgrund von Konflikten zwischen Hagenbruch und der Stadt ging die Produktion später zurück. 1857 trat H. Kuhlmann Kuhlmann in die Firma ein und übernahm sie 1861. Er war bis 1867 Verwaltungsrat der Weimarer Bank, die später das Unternehmen von Kuhlmann übernahm.
1833 erwarb er zusätzlich das Rittergut Söllmnitz. Dadurch war er in Reuß jüngerer Linie im Stand der Rittergutsbesitzer wahlberechtigt und war dort vom 27. August bis 21. Dezember und vom 18. Mai 1862 bis 1868 Abgeordneter im Landtag Reuß jüngerer Linie. Vom 18. Mai 1862 bis zum 5. April 1865 war er dort Alterspräsident. Durch das Rittergut Liebsdorf galt das Gleiche im Großherzogtum Sachsen-Weimar-Eisenach. Er war daher ab 1853 für eine sechsjährige Amtszeit Abgeordneter im Landtag des Großherzogtums Sachsen-Weimar-Eisenach in der Wählergruppe der übrigen Höchstbesteuerten.